# Naro
Naro (Naru in siciliano) è un comune italiano di 6 859 abitanti del libero consorzio comunale di Agrigento in Sicilia.

## Geografia fisica

### Territorio
Il centro abitato di Naro si trova a un'altitudine massima di circa 600 m s.l.m. Nel suo territorio scorre il fiume Naro e sono inoltre presenti due bacini artificiali: la diga San Giovanni e la diga Furore. Fra il centro abitato ed il canale di Sicilia si estende un'ampia vallata denominata Val Paradiso, oltre la quale si alzano alcune colline che coprono in parte la vista del mar Mediterraneo.

### Clima
Il clima narese è tipicamente mediterraneo, con estate caldissima e secca, inverno mite e umido.

## Origini del nome
Identificata dagli studiosi con vari nomi in età antica: Camico, Indàra o Inico in epoca sicana, Ἀκράγας Ἰωνικόν (Akràgas Ionicòn, in latino Akràgas Ionicum) in epoca greca, Carconiana durante la dominazione romana. Il nome attuale potrebbe derivare dal greco ναρόν (naròn, 'liquido, corrente' o νηρόν, νερόν, 'acqua') o dal fenicio nahar (fiamma).

## Storia

### Età antica
Esistono diverse ipotesi sulle origini della città e del suo nome: la prima leggendaria ipotesi vedrebbe la città fondata dai giganti, primi abitanti dell'isola, tale ipotesi è avvalorata da Paolo Castelli e Fra Salvatore Cappuccino, quest'ultimo richiama l'archivio del Regio Ufficio Giuratorio, foglio 1, riportante la notizia che: nel secolo XV quando si doveva costruire il cappellone della chiesa madre, si rinvenne nelle fondamenta abbondanza di crani, cannelle, denti ed altre ossa gigantesche. Alcuni studiosi la identificano con l'antica Camico, città costruita da Dedalo per Cocalo, re dei Sicani, oppure sempre fondata dai Sicani con il nome di Indàra o Inico. Altri la identificano con Akràgas Ionicum, colonia dell'antica Gela fondata nel 680 a.C., otto anni dopo la stessa Gela e ben cento anni prima di Akragas Doricum (l'attuale Agrigento).
Durante il periodo romano la città, che probabilmente portava il nome di Carconiana, acquisisce una vocazione agricola che ne caratterizzerà la storia dei secoli successivi.
Nel suo territorio esistono resti di insediamenti paleocristiani, in particolare delle catacombe, e di ville romane.
In territorio di Naro nacque San Gregorio vescovo d'Agrigento.

### Età medievale
Della storia della città durante il periodo bizantino non si hanno molte notizie, sicuramente il centro urbano conosce un periodo di sviluppo e prosperità dopo la conquista araba avvenuta nell'839 ad opera dell'emiro Ibn Hamud, saranno proprio gli arabi ad intuire l'importanza strategica del centro urbano, in ottima posizione per controllare il territorio circostante da sfruttare con l'agricoltura ed al centro dei commerci poiché lungo la strada di collegamento fra Agrigento e Catania. La città durante il periodo arabo venne dunque ampliata e fortificata e permise all'emiro Ibn Hamud di resistere alla conquista normanna fino al 1086, quando Naro, dopo quattro mesi di assedio, cadde ad opera del Conte Ruggero, ben quattordici anni dopo la conquista di Palermo. Lo stesso Conte Ruggero, poco dopo la conquista della città trasformò la moschea in chiesa Madre stabilendovi il decanato della diocesi di Girgenti. Con gli svevi, venne nominata città parlamentare e chiamata "Fulgentissima" da Federico II di Svevia, che le diede tale titolo nel parlamento di Messina del 1233 annoverandola fra le 23 Regie o Parlamentarie del Regno di Sicilia. Ogni città demaniale del regno venne posta a capo di una comarca, suddivisione che si mantenne fino al 1793, quando le comarche vennero sostituite dai distretti e il territorio di Naro fu smembrato e inserito nel distretto di Girgenti. La comarca di Naro comprendeva gli attuali territori di Canicattì, Sommatino, Delia, Camastra, Grotte, Racalmuto, Castrofilippo e Campobello di Licata. Nel 1263, secondo quanto riportato da Fra Saverio Cappuccino, la città viene dotata di una cinta di mura fortificate, che però sono probabilmente il rifacimento e ampliamento di precedenti strutture arabe. Sulle mura vennero originariamente aperte sei porte: la porta della Fenice, la porta S. Giorgio e la porta d'Oro (o porta Vecchia) sul versante settentrionale, la porta di Girgenti e la porta dell'Annunziata sul versante meridionale, la porta di S. Agostino ad ovest. Una settima porta venne aperta a sud-est nel 1377: la porta di Licata.
Prendendo parte ai Vespri siciliani la città si libera dai francesi con una sanguinosa rivolta che si conclude il 3 aprile 1282 con l'uccisione del governatore Francesco Turpiano e di tutti i francesi a guardia del castello. Naro deciderà allora di reggersi da sola sotto la guida del governatore francese Ognibene Montaperto. Gli inizi del secolo XIV sono un periodo d'oro per la città, sotto la castellania di Pietro Lancia la rilevanza politica della città cresce a tal punto che il re Federico III d'Aragona promulga dal castello di Naro i 21 capitoli per il buon governo delle città nel 1309 (nel 1324 secondo alcuni studiosi). Seguirà a questo periodo una decadenza economica causata da mezzo secolo di lotte interne, decadenza che verrà superata a partire dal 1366 quando la città passa a Matteo Chiaramonte ed inizierà così un intenso periodo culturale ed artistico durante il quale viene costruita la chiesa di Santa Caterina, viene definito l'Oratorio di S. Barbara, si amplia il castello e probabilmente viene anche restaurata ed ingrandita la matrice che sul finire del secolo ottiene il titolo di Duomo da re Martino il Giovane.
Fino al 1492, anno in cui fu emessa l'ordinanza di bando degli Ebrei dalla Sicilia emanata da Ferdinando II d'Aragona, Naro ospitò una comunità ebraica.

### Età moderna
Ottenne il titolo di città nel 1525 quando, per petizione presentata al Real Parlamento di cui Naro occupava il 18º posto del braccio demaniale dal magnifico naritano Don Girolamo D'Andrea, si vide concedere tale titolo (fino ad allora si chiamava "terra del demanio di Naro") da Carlo V, che per mezzo del suo viceré, il Duca di Monteleone concesse alla città anche il privilegio del Mero e Misto Impero, autorizzandola quindi ad esercitare giustizia civile e penale da sé (di tale privilegio godevano all'epoca solo Palermo e Messina in tutta la Sicilia). Nel 1615 venne nominata capo comarca dal Parlamento Generale svoltosi a Palermo. Nel 1645 ottenne anche il privilegio del Bussolo Senatorio (da qui la sigla S.P.Q.N. nello stemma della città), tramite il quale i giurati e i patrizi venivano eletti ogni anno direttamente dal consiglio cittadino e i primi prendevano il titolo di senatori.
Il XVII e il XVIII secolo rappresentano un periodo di particolare splendore per la città durante il quale i diversi ordini monastici presenti costruiscono o rinnovano diverse chiese e monasteri che caratterizzano il tessuto urbano della città attuale.

### Età contemporanea
Il 4 febbraio del 2005 il comune è stato colpito da una frana che ha messo in pericolo gran parte del centro storico. Circa 70 abitazioni sono state dichiarate inagibili, diverse sono state abbattute. Centocinquanta persone sono state sfollate in abitazioni di fortuna.

### Simboli
Lo stemma di Naro è stato riconosciuto con decreto del capo del governo del 30 ottobre 1929.
Lo stemma della città raffigura tre torri sovrastate da fiamme e proviene dalle tre torri anticamente presenti lungo la cinta muraria della città (torre della Fenice, torretta e torre del conte San Secondo) sulle quali venivano accesi dei fuochi per segnalare alle città vicine l'arrivo di nemici.
Il gonfalone, concesso con decreto del presidente della Repubblica Italiana del 5 dicembre 1978, è costituito da un drappo di azzurro.

### Onorificenze
Naro si vide concedere il titolo di città nel 1525 quando, per petizione presentata al Real Parlamento di cui Naro occupava il 18º posto del braccio demaniale dal magnifico naritano Don Girolamo D'Andrea, si vide concedere tale titolo (fino ad allora si chiamava "terra del demanio di Naro") da Carlo V per mezzo del suo viceré, il Duca di Monteleone. Il titolo di città è stato confermato con decreto del capo del governo dell'11 luglio 1933.

## Monumenti e luoghi d'interesse

### Architetture religiose

#### Chiese
- Duomo normanno
- Santuario di San Calogero
- Chiesa di Sant'Agostino
- Chiesa di San Francesco: conserva le reliquie di san Domizio e santa Colomba, morti durante le Crociate. È stata dichiarata nel 2005 dall'UNESCO monumento simbolo di pace
- Chiesa di Sant'Erasmo
- Chiesa di Maria, Gesù e Giuseppe
- Chiesa di Maria Santissima Annunziata (chiesa madre)
- Chiesa di San Nicolò di Bari
- Chiesa di San Paolo
- Chiesa di Santa Maria di Gesù
- Chiesa del Santissimo Salvatore
- Chiesa di San Giovanni Battista
- Chiesa di Sant'Antonio Abate (per lo più distrutta)
- Chiesa della Madonna del lume
- Chiesa dello Spirito Santo (ex Cappuccini)
- Chiesa di Santa Caterina
- Chiesa del Carmelo
- Chiesa di San Rocco
- Chiesa Santa Barbara

#### Chiese non più esistenti
- Ex Chiesa del Monte
- Ex Chiesa di S. Biagio
- Ex Chiesa dietro le Mura

#### Altre architetture religiose
- Convento annesso alla chiesa di San Francesco (oggi sede del municipio)
- Convento annesso alla chiesa di Sant'Agostino (abbattuto per far posto ad un centro sociale)
- Convento dei Gesuiti (ex-pretura di Naro), annesso alla chiesa madre (in parte abbattuto per far posto alla scuola media Riolo Specchi)
- Convento annesso alla chiesa di San Nicolò di Bari
- Convento annesso alla chiesa del Carmelo
- Convento dei Cappuccini, annesso alla chiesa dello Spirito Santo (ex Cappuccini)
- Convento annesso alla chiesa di Santa Maria di Gesù
- Opera Pia Làuria - Destro, che ospita una comunità di suore africane e un centro di accoglienza per extracomunitari prevalentemente femminile, annesso alla chiesa di San Giovanni Battista
- Monastero delle benedettine, annesso alla chiesa del Santissimo Salvatore (abbattuto per far posto alla scuola elementare San Giovanni Bosco)
- Istituto guanelliano San Calogero, che ospita l'RSA San Calogero

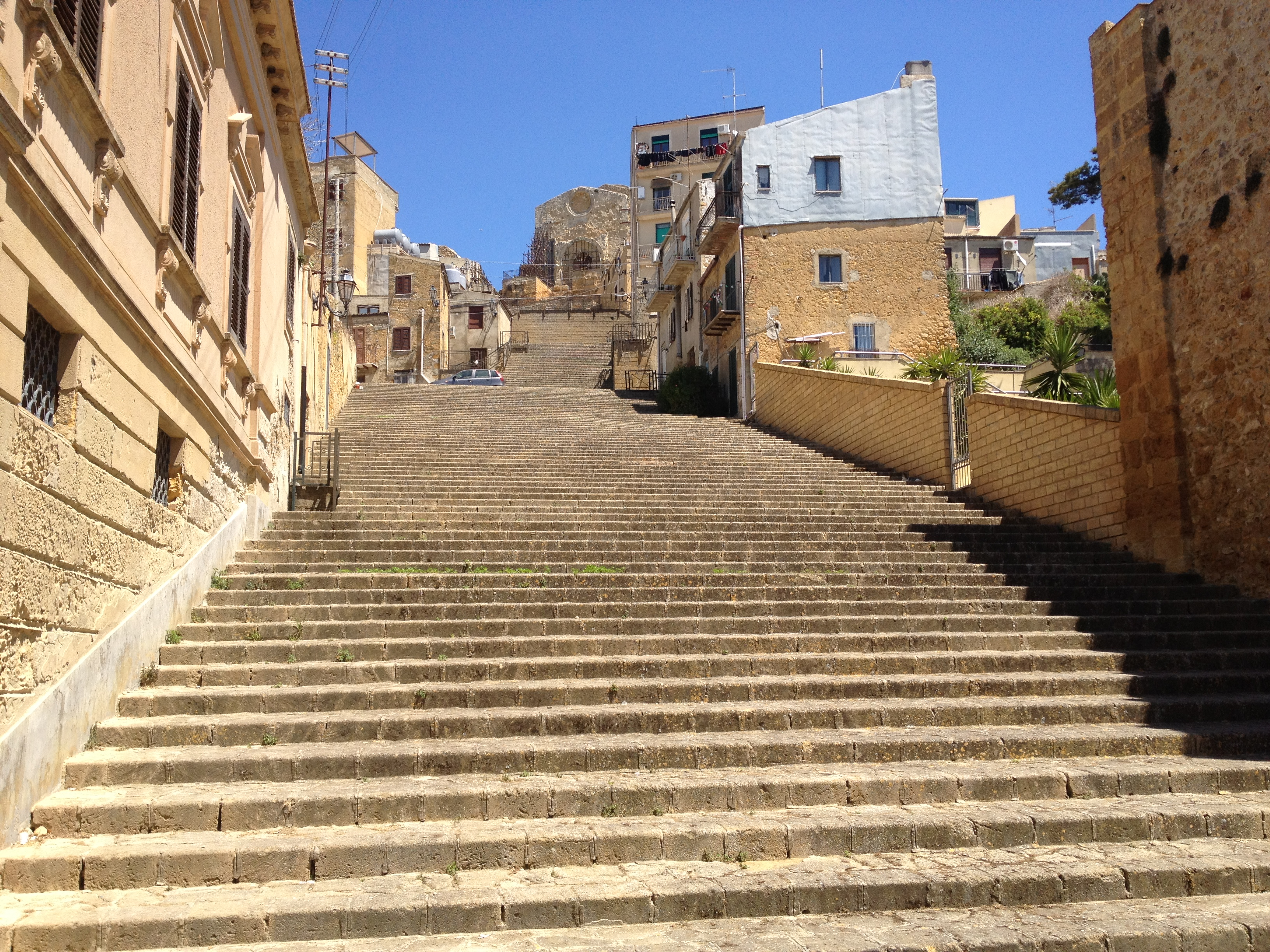
La lunga scalinata che collega via Dante al Duomo normanno.

### Architetture civili
- Palazzo Gaetani
- Palazzo Malfitano
- Palazzo Morillo
- Palazzo Destro

### Architetture militari
- Castello chiaramontano: costruito nel Trecento dalla famiglia dei Chiaramonte. Il complesso, in tufo e dalla forma irregolare, comprende un muro di cinta con cammino di ronda, una torre quadrata, voluta da Federico II d'Aragona nel 1330, e l'imponente mole massiccia del maschio, a cui si accede da un portale dalla ricca incorniciatura. Gli ambienti interni, coperti da volte a botte, comprendono un salone, a cui si accede da una porta trecentesca, e un'ampia cisterna aperta che veniva usata talvolta come prigione. Dichiarato nel 1912 monumento nazionale, è stato oggetto d'interventi di restauro mirati sia alla conservazione che ad una destinazione a museo.
- Reggia di Cocalo, meglio conosciuta come "Castellaccio".
- Resti delle mura cittadine.
- Porta d'Oro (o Porta Vecchia).

### Siti archeologici
Limitrofe al centro urbano, in contrada paradiso, si trovano delle catacombe paleocristiane, sono sepolture rurali a nicchia e arcosolio. La maggiore delle catacombe prende il nome di Grotta delle Meraviglie ed è lunga circa 20 metri.

## Società

### Evoluzione demografica

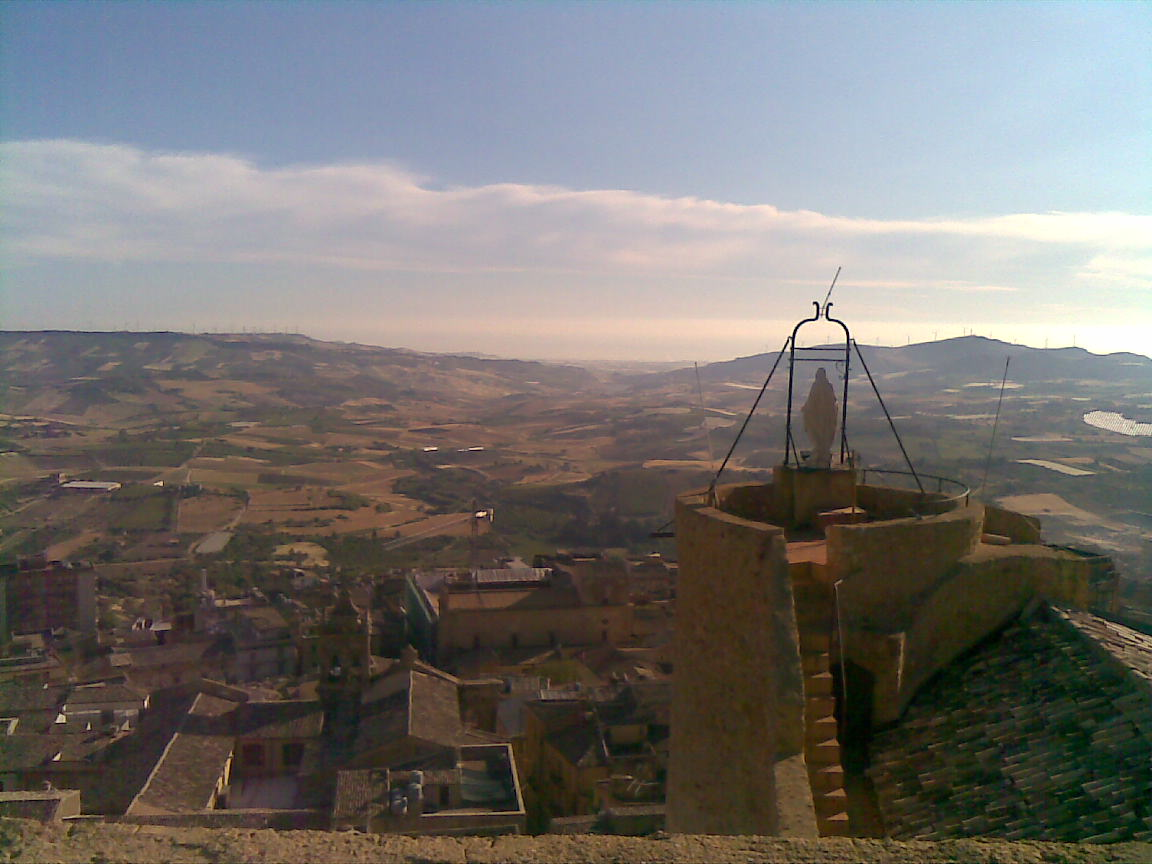
La Valle del Paradiso fotografata dal Castello chiaramontano con la statua della Madonna che domina la città.

Abitanti censiti

### Etnie e minoranze straniere
Nei primi mesi del 2013, così come riportato dai telegiornali nazionali in occasione di alcuni fatti di cronaca, nel vasto territorio comunale di Naro, sarebbero stabilmente residenti circa 500 rumeni, dei quali circa la metà non risulterebbero legalmente residenti in Italia.
Dalla fine degli anni 2010 la popolazione, a seguito dei massicci sbarchi a Lampedusa, ha accolto e continua ancora oggi ad accogliere immigrati provenienti dal centro Africa.

### Tradizioni e folclore

#### La sagra del mandorlo in fiore
La sagra del mandorlo in fiore trova origine a Naro, dove venne celebrata per la prima volta nel 1934. In ricordo di ciò ogni anno si tiene in città, il lunedì successivo al termine della sagra ormai spostatasi ad Agrigento, la festa della primavera narese, che vede l'esibirsi di diversi gruppi folkloristici locali ed internazionali e l'assegnazione del titolo di miss primavera alla ragazza più bella e del trofeo aurea fenice.

#### La festa di San Calogero

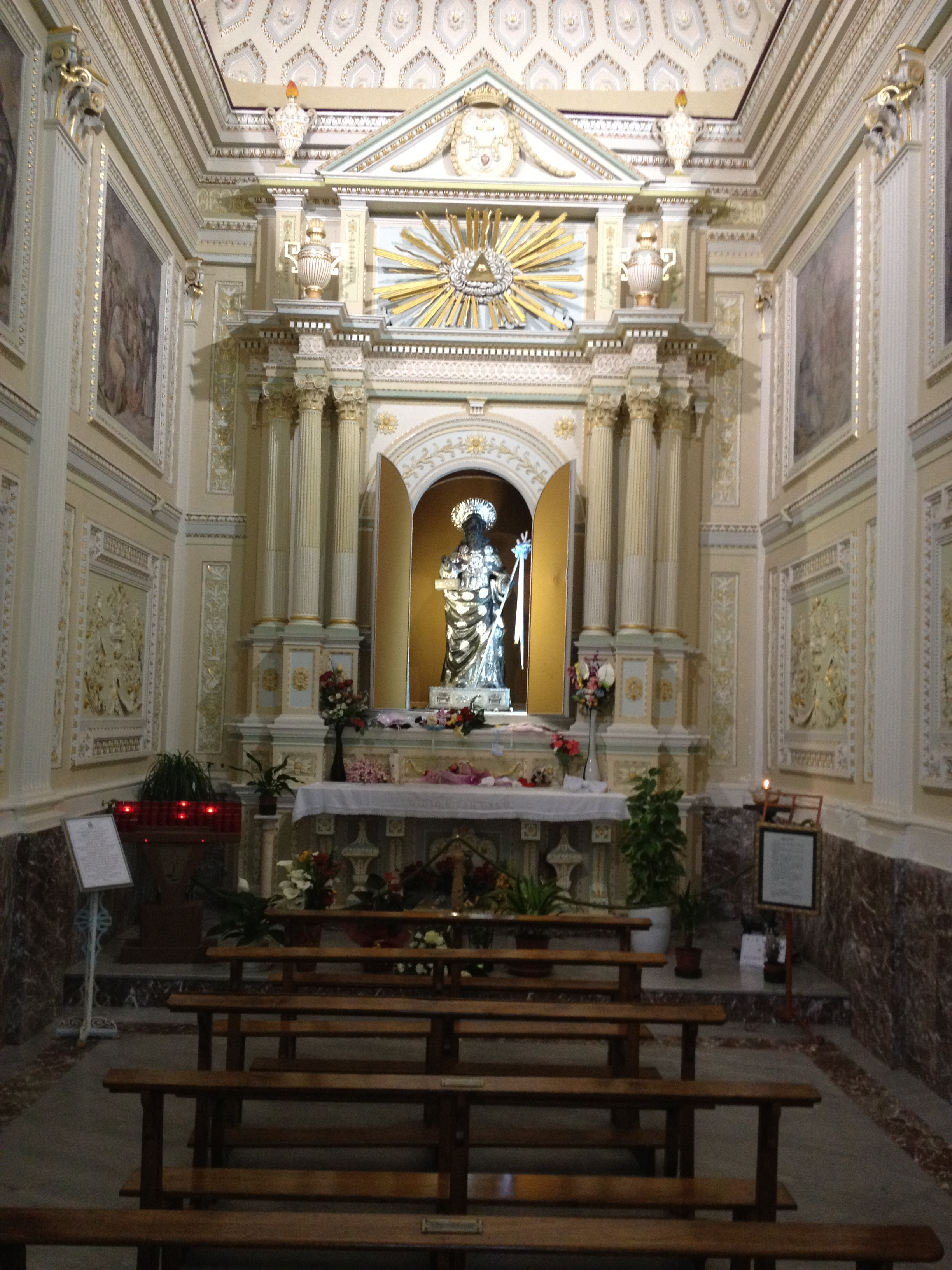
La cappella dove è conservato il simulacro di San Calogero all'interno del Santuario di Naro.

Il patrono è san Calogero, la cui festa si tiene il 18 giugno, con una tradizionale processione durante la quale la statua del santo nero, posta su una enorme slitta detta "straula", viene trascinata dai fedeli con delle funi lunghe circa 200 metri, lungo le vie della città per circa un chilometro, dal santuario di San Calogero fino alla chiesa madre. Il periodo dei festeggiamenti ha inizio il 15 giugno con "l'acchianata" del simulacro dalla grotta al Santuario e termina il 25 giugno con la cosiddetta ottava di San Calogero. Durante questi dieci giorni in città si svolgono diverse processioni con il simulacro del Santo oltre a manifestazioni artistiche e culturali, le vie principali inoltre sono allestite a fiera e mercato.
Durante tutto l'anno il Santuario è meta di molti fedeli che vengono a ringraziare il Santo per le molteplici grazie ricevute, uno dei modi più caratteristici di ringraziare il Santo consiste nel portare al Santuario delle forme di pane modellate come le parti del corpo guarite per intercessione del patrono, san Calogero è infatti venerato come santo taumaturgo (che guarisce dalle malattie). Queste forme di pane vengono benedette dai padri guanelliani e poi distribuite ai fedeli. Il flusso di persone devote al santo nero si fa più copioso a partire dal 18 maggio, inizio del mese di San Calogero, e culmina con la festa del 18 giugno.
Secondo la tradizione l'eremita sarebbe apparso, durante la grave pestilenza dell'anno 1626, a suor Serafina Pulcella Lucchesi, bizzoca cappuccina, sepolta nella grotta del santuario di San Calogero, vissuta e morta in odore di santità. Nella su apparizione il Santo annunciò che Dio si era placato per le sue preghiere e che la peste sarebbe presto cessata. Le cronache inoltre narrano che nel 1693 Naro, sempre per intercessione del Santo, sarebbe stata preservata dal terribile terremoto dell'11 gennaio, il fatto viene ricordato ogni anno con una processione del simulacro per le vie cittadine. Ai tradizionali festeggiamenti del 18 giugno e dell'11 gennaio da qualche anno si è aggiunto un terzo appuntamento: la festa di "San Calò per gli emigrati" che si svolge durante una delle domeniche di agosto con lo scopo di permettere ai tanti emigrati che tornano durante le ferie estive di poter festeggiare il Santo patrono.
La statua del santo venne realizzata nel 1566 dallo scultore Francesco Frazzotta di Militello, che morì prima di poter ultimare l'opera che venne conclusa dalla figlia.

## Cultura

### Mostre e musei

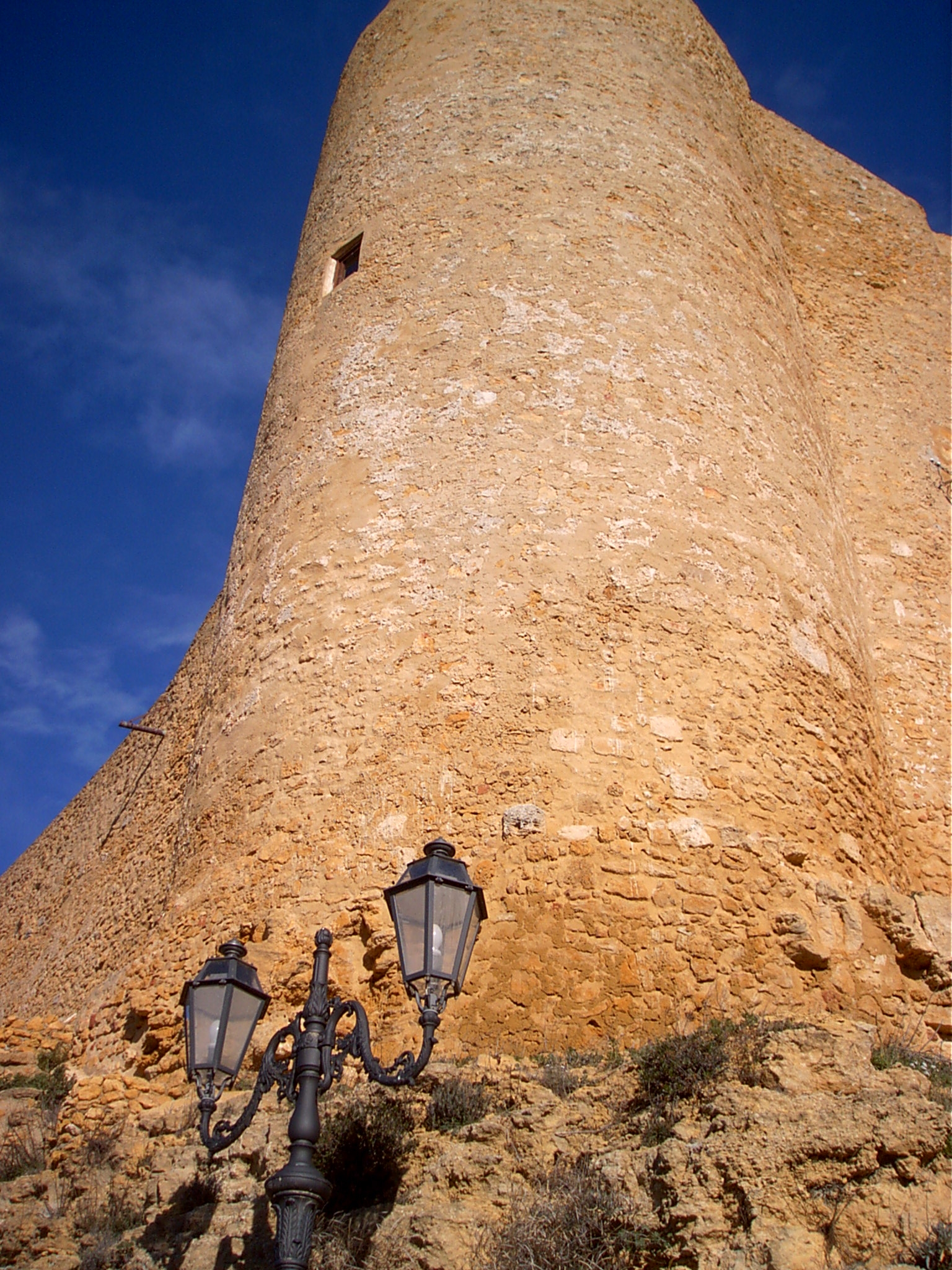
Castello di Naro

- Mostra permanente dell'abito antico, situata nelle sale del castello medievale, ospita 18 abiti d'epoca (di cui 16 femminili), una divisa militare della prima guerra mondiale e 33 accessori, tra borsette, scarpette, mantelle, ventagli, e guanti.
- Museo Civico della Città di Naro, situato nel palazzo Malfitano, è stato istituito nel 2017 inglobando la mostra permanente dell'arte grafica. Ospita numerose litografie, acqueforti e acquatinte. Sono presenti opere di Bruno Caruso, Goya, Rembrandt, Ugo Attardi, Emilio Greco, Guido Crepax, Domenico Faro, Gianbecchina e Domenico Purificato.
- Dal 16 al 25 giugno 2011 il museo della grafica di palazzo Malfitano ha ospitato, in occasione dei festeggiamenti in onore del santo patrono San Calogero, una mostra, promossa dall'associazione Indàra, dal titolo Pelle d'Angelo con le opere dello scultore palermitano Pietro D'Angelo[17].

### La biblioteca feliciana
La biblioteca comunale, sita nei locali dell'ex convento dei frati francescani (l'attuale municipio), custodisce pregevoli opere; le più antiche provengono dalle biblioteche dei conventi, ormai soppressi, che esistevano a Naro. Numerose opere furono comprate a Roma e Parigi, nel 1711, dai Padri Francescani che ottennero - con atto del 26 giugno 1705 - dalla nobile Felice Milazzo una donazione di 600 opere da destinare all'incremento della libreria conventuale, da qui il nome di biblioteca feliciana.
In atto la biblioteca custodisce 56 manoscritti, 23 incunaboli, 460 cinquecentine, 3.800 libri editi tra il 600 e l'800 e circa 11.000 volumi del XX secolo.

### Manifestazioni
- Dal 18 al 21 ottobre 2010 la città è stata coinvolta nella settimana della cultura d'impresa 2010 organizzata dalla Confindustria della provincia di Agrigento con la collaborazione dell'amministrazione comunale e dell'associazione Indàra.[19]
- Ogni anno durante il mese di Settembre la città di Naro, con la manifestazione "Le vie dei tesori[20]", apre le porte al pubblico di alcuni monumenti normalmente inibiti al pubblico.

### Cinema
Naro è stata il set di:
- Il giudice ragazzino, film del 1994 che racconta la storia del giudice Rosario Livatino assassinato dalla mafia nel 1990.
- La Scomparsa di Patò, film del 2010 tratto dall'omonimo romanzo di Andrea Camilleri. Il film, girato quasi interamente nella città barocca, è il primo film per il cinema tratto da un libro dello scrittore siciliano ed il primo ad essere girato nei luoghi cari a Camilleri.

### Letteratura

#### Kermesse
Nel libro Kermesse di Leonardo Sciascia è presente una voce dedicata e Naro ed ai naresi dal titolo Narisi di seguito riportata:
Nero di volto e di veste, bianca la lunga barba, un lungo bastone in mano, San Calogero Eremita è considerato in tutta la provincia il Santo che sa meglio intercedere per la guarigione delle ernie. L'altro San Calogero venerato ad Agrigento, e ancor meno quello venerato a Sciacca, nessuno che non sia di Agrigento o di Sciacca li prende sul serio: Si dice: San Caloriu di Girgenti / fa li grazi e si nni penti / San Caloriu di Naru / fa li grazi a cantaru ("San Calogero di Agrigento / fa le grazie e se ne pente, / San Calogero di Naro / fa le grazie a quintali: con generosità, con abbondanza").
Su Naro e sui naresi ci sono a Racalmuto tre detti: Il primo riguarda la festa di San Calogero: "A Naru ca c'è la riebbrica" (a Naro che c'è la replica). La "riebbrica" della festa: poiché il 18 giugno c'è la festa grande; otto giorni dopo, il 25, la replica. Ma più dimessa, senza l'accorrere dei devoti dai paesi vicini. La frase si usa dire ai bambini quando tornano a chiedere un dolce o la ripetizione di un gioco. Ai grandi quando, non soddisfatto il primo, ricorrono per un secondo prestito: di denaro, di utensili. Spesso abbreviata in "A Naru", ed esclamativamente.
Il secondo detto è alquanto, per i naresi, offensivo: "aviri du porti comu li narisi". Avere, cioè due porte come i naresi: poiché tale era, secondo i racalmutesi, la rilassatezza dei costumi a Naro, il libertinaggio in cui si viveva, che le case tutte venivano funzionalmente costruite con due porte: una da cui entra il marito ed una da cui esce - al rientro del marito - l'amante. Si dice di chi ha la moglie amante. Si dice di chi ha la moglie infedele e finge di non sapere; ma anche di chi ha doppiezza di carattere.
Il terzo, "a iddu ca è narisi" (letteralmente: a lui, poiché è Narese), vale: dategli addosso, picchiatelo; oppure: lo picchiarono tanto, in molti ingiustamente. Ricorda, mi è stato detto a Naro, un momento di rivalità, intorno al 1850, tra Naro e il vicino (e più grande, e più ricco) paese di Canicattì: e scoprire un Narese a Canicattì, era tutt'uno col caricarlo di botte.»
(Leonardo Sciascia, Kermesse, 1982)

#### Il veleno dell'oleandro
Il castello di Naro è citato nel libro Il veleno dell'oleandro di Simonetta Agnello Hornby:
(Simonetta Agnello Hornby, Il veleno dell'oleandro, 2013, pp. 18-19)

#### Il mare colore del vino
Nella raccolta di racconti Il mare colore del vino di Leonardo Sciascia, nell'omonimo racconto, viene fatto riferimento alla città di Nisima che è facilmente assimilabile a Naro:
(Leonardo Sciascia, Il mare colore del vino)

## Economia
La città, meta di turismo, è un importante centro agricolo e d'allevamento ovino e avicolo, con piccole industrie alimentari, del legno e dell'abbigliamento.
Il territorio del comune è compreso nella zona di produzione del Pistacchio di Raffadali D.O.P.
In passato era attiva la Solfara Mintinella Virdilio.

## Infrastrutture e trasporti
- da Agrigento

dalla Valle dei Templi, percorrendo la SS115 per Siracusa dopo aver attraversato il quartiere del Villaggio Mosè inserirsi a sinistra sulla SS576.
- da Caltanissetta

percorrendo la SS640, strada a scorrimento veloce CL-AG, uscire allo svincolo per Canicattì e poi la SS410dir per Naro.
- da Palermo

percorrendo la SS189 si arriva ad Agrigento, quindi continuare con il percorso indicato alla voce soprastante; percorrendo invece la A19 - direzione Catania - uscire allo svincolo sulla SS640 e quindi continuare con il percorso indicato alla voce soprastante.
- da Catania

percorrendo la A19 - direzione Palermo - uscire allo svincolo sulla SS640 e quindi continuare con il percorso indicato alla voce soprastante.
Naro è raggiunta attraverso da due assi viari: la SS410 che collega i due comuni di Palma di Montechiaro e Canicattì, attraversando il comune di Camastra, e che si ramifica all'ingresso della città (in Viale Europa) diventando quindi SS410dir Naro-Canicattì; e la SS576 che anch'essa, come la SS410, si immette sulla SS115, il più importante asse viario della regione.

## Amministrazione
Di seguito è presentata una tabella relativa alle amministrazioni che nell'ultimo trentennio si sono succedute in questo comune. Per la legge 25 marzo 1993, n. 81 a partire dal 1993 il sindaco, e relativa giunta, è eletto dai cittadini.
| Periodo    | Periodo    | Primo cittadino             | Partito                               | Carica  | Note   |
| ---------- | ---------- | --------------------------- | ------------------------------------- | ------- | ------ |
| 18/03/1989 | 27/05/1991 | Paolo Brancato              | Democrazia Cristiana                  | Sindaco | [ 24 ] |
| 04/06/1991 | 18/03/1992 | Angelo Baldacchino          | Democrazia Cristiana                  | Sindaco | [ 24 ] |
| 06/05/1992 | 21/10/1992 | Paolo Lo Monaco             | Democrazia Cristiana                  | Sindaco | [ 24 ] |
| 21/10/1992 | 07/06/1993 | Giovanni Mario Leone        | Democrazia Cristiana                  | Sindaco | [ 24 ] |
| 22/06/1993 | 15/12/1997 | Giuseppe Cumbo              | Movimento per la Democrazia - La Rete | Sindaco | [ 24 ] |
| 16/12/1997 | 11/06/2002 | Giuseppe Morello            | Democrazia Europea                    | Sindaco | [ 24 ] |
| 12/06/2002 | 15/12/2003 | Giuseppe Cumbo              | La Margherita                         | Sindaco | [ 24 ] |
| 14/06/2004 | 08/06/2009 | Maria Grazia Elena Brandara | Unione di Centro                      | Sindaco | [ 24 ] |
| 23/06/2009 | 28/05/2014 | Giuseppe Morello            | Il Popolo della Libertà               | Sindaco | [ 24 ] |
| 29/05/2014 | 28/04/2019 | Calogero Cremona            | Ricominciamo - Lista Civica           | Sindaco | [ 24 ] |
| 29/04/2019 | 10/06/2024 | Maria Grazia Elena Brandara | Il sindaco per Naro - Lista Civica    | Sindaco | [ 24 ] |
| 11/06/2024 | in carica  | Melchiorre Milco Dalacchi   | Magica Naro - Lista Civica            | Sindaco | [ 24 ] |

### Altre informazioni amministrative
Il comune di Naro fa parte delle seguenti organizzazioni sovracomunali: regione agraria n.4 (Colline del Salso e di Naro).
Naro ha aderito al Patto dei Sindaci, iniziativa della Commissione europea lanciata nel 2008 per riunire in una rete permanente le città che intendono avviare un insieme coordinato di iniziative per la lotta ai cambiamenti climatici.
Da marzo 2021 fa parte del comitato regionale "Zone Franche Montane".

## Sport

### Calcio
La squadra della città è l'A.S.D. Fulgentissima attualmente militante nel campionato di serie c2, di calcio a5, girone C.

### Canottaggio
- Dal 26 al 28 luglio 1991 la Diga San Giovanni fu sede dei XVI campionati europei di canottaggio.[27]
- Il 10 luglio 2011 sulle acque della Diga San Giovanni si sono disputati i campionati siciliani di canottaggio.[28]

### Impianti sportivi
Sono presenti impianti sportivi in via Matteotti, una tensostruttura di recente costruzione in via Euripide, e la palestra adiacente l'Istituto Comprensivo cittadino.